# ANAD
L'ANAD è un'associazione italiana che si occupa  dei lavoratori nel settore del doppiaggio, al fine di tutelarne i diritti, promuoverne gli interessi a livello nazionale e internazionale.
Dal 2023 aderisce inoltre a UVA, associazione di settore internazionale.

## Storia
L'Associazione Nazionale Doppiatori italiani nasce nel 1983, in seguito ad un lungo sciopero dei doppiatori, allo scopo di tutelare i diritti nel settore, ancora privo di una mancata organizzazione con questo specifico scopo.

## Descrizione
L'ANAD conta circa 490 associati, e complessivamente, al 2020, i suoi iscritti coprono circa il 75% della produzione romana del doppiaggio italiano.

## Organizzazione
L'ANAD ha sede a Roma, e dal 2012 il presidente è Daniele Giuliani.

## Attività
L'ANAD svolge diverse attività in favore degli Attori-Doppiatori:
- Rinnova periodicamente i contratti del settore;
- Tutela la qualità del lavoro e i tempi di realizzazione;
- fornisce servizi di formazione e informazione ai suoi associati e a operatori di settore, riguardanti ordini professionali e società di doppiaggio.

## Organigramma
L'organigramma dell'associazione al 2024 è:

### Consiglio direttivo
- Daniele Giuliani - presidente
- Georgia Lepore - vicepresidente

### Consiglio di amministrazione
- Alessio Cigliano
- Fabrizio Temperini
- Federica De Bortoli
- Chiara Gioncardi
- Monica Patrizi
- Alessandro Quarta
- Daniele Raffaeli
- Laura Romano
- Edoardo Stoppacciaro

## Presidenti
- Claudio Sorrentino - (1994-1998)
- Roberto Stocchi - (1998-2004)
- Danilo De Girolamo - (2004-2012)
- Daniele Giuliani - (2012-presente)